# Gabrielle Carteris
Gabrielle Anne Carteris (Scottsdale, 2 gennaio 1961) è un'attrice e sindacalista statunitense.

## Biografia
Conosciuta soprattutto per aver interpretato, tra il 1990 ed il 1995, il personaggio di Andrea Zuckerman nel popolarissimo telefilm Beverly Hills 90210, l'attrice è apparsa come guest-star in diversi telefilm, tra i quali  Il tocco di un angelo e Nip/Tuck. Nel 2003, partecipa al reality show Surreal Life e tra il 2006 e il 2007 presta la voce ai videogiochi Marvel: La Grande Alleanza e Spider-Man 3.
Sposata dal 1992 con Charles Isaacs, Gabrielle, di origini greche, ha due figlie. L'attrice ha, inoltre, un fratello gemello di nome James. Il debutto al cinema è datato 1989, nel film con Robert De Niro Jacknife - Jack il coltello. Fanno seguito tra gli altri Doppia personalità, e Omicidio colposo, film del 2001 che segna l'esordio alla regia di Mickey Dolenz, ex batterista dei The Monkees. Nel 2016 viene nominata presidente dello Screen Actors Guild, subentrando a Ken Howard, deceduto mentre era ancora in carica.

## Filmografia

### Cinema
- Jacknife - Jack il coltello (Jacknife), regia di David Hugh Jones (1989)
- Doppia personalità (Raising Cain), regia di Brian De Palma (1992)
- Meet Wally Sparks, regia di Peter Baldwin (1997)
- Full Circle, regia di James Quattrochi (2001)
- Malpractice, regia di Micky Dolenz (2001)
- Domino, regia di Tony Scott (2005)
- Plot 7, regia di Farnaz (2007)
- Dimples, regia di Dusty DePree (2008)
- Print, regia di Ashley Beyer (2009)

### Televisione
- CBS Schoolbreak Special - serie TV, episodio 4x05 (1987)
- ABC Afterschool Specials - serie TV, episodi 16x04-17x01 (1987-1988)
- Destini - soap opera, 2 episodi (1988)
- Beverly Hills 90210 - serie TV, 145 episodi (1990-1995)
- Parker Lewis (Parker Lewis Can't Lose) - serie TV, episodio 2x22 (1992)
- Seduced and Betrayed, regia di Félix Enríquez Alcalá (1995) - film TV
- Mixed Blessings, regia di Bethany Rooney (1995) - film TV
- I segreti del cuore (To Face Her Past), regia di Steven Schachter (1996) - film TV
- Il tocco di un angelo (Touched by an Angel) - serie TV, episodi 2x20-4x14 (1996-1998)
- Love Boat - The Next Wave - serie TV, episodio 2x01 (1998)
- Squadra Med - Il coraggio delle donne (Strong Medicine) - serie TV, episodio 1x22 (2001)
- JAG - Avvocati in divisa (JAG) - serie TV, episodio 7x05 (2001)
- La valanga della paura (Trapped: Buried Alive), regia di Doug Campbell (2002) - film TV
- NYPD Blue - serie TV, episodio 9x19 (2002)
- For the People - serie TV, episodio 1x08 (2002)
- The Agency - serie TV, episodio 2x12 (2003)
- Nip/Tuck - serie TV, episodio 1x05 (2003)
- Combustión, regia di Kelly Sandefur (2004) - film TV
- Palmetto Pointe - serie TV, episodio 1x02 (2005)
- Tradimento e vendetta (A Lover's Revenge), regia di Douglas Jackson (2005) - film TV
- Crossing Jordan - serie TV, episodio 5x05 (2005)
- Il mio vicino è Babbo Natale (Deck the Halls), regia di George Mendeluk (2005) - film TV
- Drake & Josh - serie TV, episodio 3x17 (2006)
- Le mogli di Gabriel (The Wives He Forgot), regia di Mario Azzopardi (2006) - film TV
- Dan's Detour of Life, regia di Bryan Moore, Chris Peterson (2008) - film TV
- My Alibi - serie TV, 14 episodi (2008)
- Criminal Minds - serie TV, episodio 5x17 (2010)
- The Event - serie TV, episodi 1x13-1x14 (2011)
- Make It or Break It - Giovani campionesse - serie TV, episodio 2x16 (2011)
- I 12 desideri di Natale (12 Wishes of Christmas), regia di Peter Sullivan (2011) - film TV
- The Middle - serie TV, episodio 4x13 (2013)
- Longmire - serie TV, episodio 2x05 (2013)
- Code Black - serie TV
- NCIS - serie TV (2018)
- BH90210 - serie TV, 6 episodi (2019)
- We Own This City - Potere e corruzione (We Own This City) – miniserie TV, 2 puntate (2022)

### Doppiatrice
- The Legend of Prince Valiant - serie TV, episodio 2x13 (1991)
- Gargoyles - Il risveglio degli eroi (Gargoyles: The Goliath Chronicles) - serie TV, episodio 3x07 (1996)
- Johnny Bravo - serie TV, episodi 1x04-1x10 (1997)
- King of the Hill - serie TV, episodio 3x24 (1999)
- Big Guy and Rusty the Boy Robot - serie TV, 1 episodio (1999)
- Men in Black - serie TV, episodio 2x12 (1999)
- Batman of the Future - serie TV, episodio 3x01 (2000)
- Ra pyuseru: Hikari no seijo densetsu - videogioco (2002)
- Forgotten Realms: Icewind Dale II - videogioco (2002)
- Minority Report - videogioco (2002)
- Arc the Lad: Seirei no kôkon - videogioco (2003)
- La mummia (The Mummy: The Animated Series) - serie TV, episodio 2x11 (2003)
- Shout About Movies - videogioco (2004)
- The Toy Warrior, regia di Kyungwon Lim (2005)
- Avatar: The Last Airbender - serie TV, episodio 2x06 (2006)
- Marvel: La Grande Alleanza (Marvel: Ultimate Alliance) - videogioco (2006)
- Spider-Man 3 - videogioco (2007)
- Bionic Commando - videogioco (2009)
- Batman: The Brave and the Bold - serie TV, episodi 3x01-3x07 (2011)

## Doppiatrici italiane
Nelle versioni in italiano delle opere in cui ha recitato, Gabrielle Carteris è stata doppiata da:
- Francesca Guadagno in Beverly Hills 90210, Seduced and Betrayed, I 12 desideri di Natale, The Middle, We Own This City - Potere e corruzione
- Roberta Greganti ne La valanga della paura, Combustión
- Laura Romano ne Il tocco di un angelo
- Carmen Iovine in Code Black
- Michela Alborghetti in NCIS - Unità anticrimine
- Micaela Incitti in 9-1-1